# Admiraal de Ruyter
Il Admiraal de Ruyter era un vascello di linea da 68 cannoni in servizio nella marina olandese tra il 1778 e il 1799, e poi nella Royal Navy tra il 1799 e il 1804.

## Storia
Il vascello da 68 cannoni Admiraal de Ruyter, così denominato in onore dell'ammiraglio Michiel de Ruyter, fu costruito a partire dal 1776 su ordine dell'Ammiragliato di Amsterdam, venne varato il 22 luglio 1777, ed entrò in servizio il 13 novembre 1778. 
Nel corso della quarta guerra anglo-olandese fu nave ammiraglia dello Schout-bij-nacht Johan Zoutman e, con comandante il capitano di vascello A.C.H. Staring, prese parte alla battaglia di Dogger Bank contro la squadra navale britannica al comando del viceammiraglio Sir Hyde Parker, avvenuta il 5 agosto 1781. Nel corso del combattimento a bordo del vascello rimasero uccisi 44 membri dell'equipaggio, mentre altri 87 rimasero feriti. Dal 1783 al 1785, il vascello Admiraal de Ruyter, che faceva parte della squadra navale del viceammiraglio Pieter Hendrik Reynst, partecipò a scorte protettive al naviglio mercantile olandese al fine di impedire gli attacchi dei pirati nel Mediterraneo. Successivamente fu nave di bandiera del contrammiraglio Jan Willem de Winter sotto la Repubblica Batava.
Il 30 agosto 1799, nel corso dell'incidente di Vlieter, la nave, al comando del capitano di vascello Huijs, fu ceduta alla flotta britannica al comando del viceammiraglio Andrew Mitchell.
Entrò in servizio nella Royal Navy con il nome di Admiraal de Ruyter, arrivando a Chatham il 28 giugno 1800. Presso il locale cantiere navale a partire dall'aprile 1801 fu trasformata in nave prigione, i cui lavori, al costo di 15.576 sterline, vennero completati nel luglio dello stesso anno. Primo comandante fu il commodoro Barrington Dacres, che nel dicembre del 1801 fu sostituito dal captain Volant Vashon Ballard. Nell'agosto 1803 fu trasferita ad Antigua, e stava andando a Falmouth, in Giamaica, per servire come nave prigione quando fu investita un uragano, il 3 settembre 1804, che la affondò. All'epoca la nave era al comando del tenente Joseph Beckett.

### Fonti
1. 1 2  Lyon, Winfield 2004, p. 49.
2. 1 2 3 4 5 6 7 8  Tree Decks.
3. ↑  Tree Decks.
4. ↑  Aviatsea.
5. 1 2  Cust 1858, p. 285.